# Paracanthonchus axonolaimoides
Paracanthonchus axonolaimoides är en rundmaskart. Paracanthonchus axonolaimoides ingår i släktet Paracanthonchus och familjen Cyatholaimidae. Inga underarter finns listade i Catalogue of Life.